# 哈達威 (阿拉巴馬州)
哈達威（英語：Hardaway）是一個位於美國阿拉巴馬州梅肯縣的非建制地區。該地的面積和人口皆未知。

## 地理
哈達威的座標為32°17′12″N 85°50′56″W / 32.28667°N 85.84889°W，而該地的平均海拔高度為77米（即253英尺）。